# Juliane Preisler
Juliane Preisler (født 23. juli 1959 i København) er en dansk forfatter, som beskæftiger sig med forskellige litterære genrer og former, blandt andet lyrik og prosa. Hun fik først offentliggjort nogle digte i begyndelsen af 1980'erne, inden hun fik udgivet sin første bog i form af digtsamlingen Uden i 1983. Ved siden af sin forfattervirksomhed har Preisler også virket som litteraturanmelder.

## Opvækst og karriere
Juliane Preisler er datter af filosoffen Peter Zinkernagel og Gerd Preisler. I 1978 blev hun student fra Sortedam Gymnasium. Herefter blev hun optaget på litteraturvidenskabsstudiet på Københavns Universitet. I 1984 blev hun magister i litteraturvidenskab, efter blandt andet at have beskæftiget sig med den franske forfatter Marguerite Duras, som Preisler har været meget inspireret af i sit eget forfatterskab.
I begyndelsen af 1980'erne blev et par af hendes digte antaget i tidskriftet Hvedekorn, og i 1983 debuterede hun i bogform med bogen Uden. Siden da har hun fået udgivet mange værker inden for både lyrik og prosa. I en tid var Preisler litteraturanmelder for Dagbladet Information og har desuden arbejdet som oversætter, mens hun også skrev nye romaner og digte. Fra 1998 har hun også arbejdet som dramatiker og har blandt andet skrevet nogle stykker til Det Kongelige Teater. 
Juliane Preisler har siden 1996 været gift med dramatiker og forfatter Peter Asmussen. Hun er bosat i København og har ingen børn.

## Litterær stil
I nogle af sine romaner har Preisler blandt andet anvendt elementer fra den psykologiske dannelsesroman og fra eventyrromaner samt gysergenren. Blandt temaerne i hendes værker kan nævnes ensomhed, længsel efter kærlighed og mennesker, der mødes. Endvidere har hun arbejdet med mønstre og bevægelser i identiteten.